# 卡塔通博巴里國家自然公園
卡塔通博巴里國家自然公園（西班牙語：Parque nacional natural Catatumbo Barí），是哥倫比亞的國家公園，位於該國東北部北桑坦德省，處於哥倫比亞東部山脈，成立於1989年，面積1,581平方公里。